# Mira Milosevich
Mira Milosevich-Juaristi (Belgrad, 1966) és una investigadora, analista i escriptora, actualment investigadora sènior al Real Instituto Elcano.
Milosevich es va llicenciar en sociologia i en ciències polítiques a la Universitat de Belgrad. El 1996 es va establir a Madrid, on va completar la seva formació esdevenint doctora en Estudis Europeus per la Universitat Complutense de Madrid. També ha realitzat formació complementària a la Harvard Kennedy School i al CSIS.
Com a analista, s'ha especialitzat en temes com la relació de rivalitat entre Rússia, la Xina i els EUA, així com el rol de Rússia en l'ecosistema de seguretat internacional, tenint en compte la seva política exterior i les seves ambicions a l'espai postsoviètic. En aquesta línia, ha treballat assessorant diversos organismes nacionals i internacionals, com el Congrés Espanyol, el Parlament Europeu i el del Regne Unit, així com l'OTAN i el Departament d'Estat dels Estats Units, especialment en temes relacionats amb l'ús de la desinformació com a estratègia de Rússia a Occident.
Parla espanyol, anglès, rus i serbi i és col·laboradora de la IE University.

## Obra
- Las historias de los nacionalistas serbios (Espasa Calpe, 2000)
- El trigo de la Guerra. Nacionalismo y Violencia en Kosovo (Espasa Calpe, 2001)
- Breve Historia de la Revolución Rusa (Galaxia Gutenberg, 2017).
- El imperio Zombi. Rusia y el orden mundial (Galaxia Gutenberg, 2024)